# Castel du Bel-Air
Le castel du Bel-Air est situé à Priziac en France.

## Localisation
Le castel est situé sur le territoire de la commune de Priziac, au lieu-dit Castel Bel-Air, à proximité du lac du Bel-Air, dans le département du Morbihan en région Bretagne}.

## Description
Vestiges, seuls les soubassements subsistent.

## Historique
Le castel est inscrit à l'inventaire général du patrimoine culturel,.